# Bohumín
Bohumín es una localidad del distrito de Karviná en la región de Moravia-Silesia, República Checa, con una población estimada a principio del año 2018 de 20 761 habitantes. 
Se encuentra ubicada al noreste de la región y del país, a poca distancia al este del nacimiento del río Óder, y cerca de la frontera con Polonia. Tiene una de las mayores poblaciones de romanís del país. Una parte importante de sus habitantes, posee ancestros polacos. Hasta el fin de la II Guerra Mundial, en la población residía una numerosa comunidad alemana.